# 扎肉 (越南菜)
扎肉（越南语：／，越南語發音：[zɔ̂ lûˀə]；又称，越南語發音：[ca᷉ lûˀə]）又稱肉设、豬肉扎，是越南食品，多以豬肉、薯粉、魚露製成，也有牛肉的版本。同時可加入胡椒粒、豬皮、豬耳等以製成不同的風味。有指扎肉來源是有法國式香腸的影子，因越南曾為法國殖民地。

## 外部連結
- 越南扎肉